# Darrell Williams
Darrell Williams (Chicago, 15 settembre 1989) è un ex cestista statunitense.